# Stanisław Jarociński
Stanisław Jarociński (ur. 13 listopada 1852 w Łodzi, zm. 31 maja 1934, tamże) – łódzki fabrykant, przedsiębiorca, filantrop, radny.

## Życiorys
Jarociński urodził się w rodzinie fabrykantów. Po ukończeniu gimnazjum w Ostrowie podjął studia na Akademii Handlowej w Lipsku. Po ukończeniu uczelni powrócił do Łodzi, gdzie otworzył dom bankowy i został wspólnikiem w banku Goldfedera. Ponadto był właścicielem akcji wielu przedsiębiorstw, a także współzałożycielem i członkiem rad nadzorczych: Kolei Elektrycznej Łódzkiej, Widzewskiej Manufaktury, Towarzystwa Akcyjnego „Warrant”, członkiem Komitetu Giełdy i Komitetu Reprezentantów Zgromadzenia Kupców miasta Łodzi. Po śmierci ojca w 1909 przejął wraz z bratem Albertem jego przedsiębiorstwo, przekształcając je w spółkę Przemysł Włókienniczy Sukcesorowie Zygmunta Jarocińskiego S.A.
Finansował działalność Szkoły Rzemiosł, był prezesem Łódzkiego Towarzystwa „Talmud-Tora”, a także wiceprezesem Łódzkiego Żydowskiego Towarzystwa Dobroczynności. Był zaangażowany w działalność Łódzkiego Żydowskiego Towarzystwa Ochrony Kobiet, Szkoły Zgromadzenia Kupców, Towarzystwa Żydowskich Szkół Średnich. Ponadto był przewodniczącym komisji żydowskiej Delegacji Szkolnej, mającej na celu realizację programu asymilacji żydowskich dzieci i młodzieży w szkołach żydowskich. W latach 1914–1915 był członkiem Rady Miejskiej w Łodzi, w 1916 zaś został przewodniczącym Komitetu Wielkiej Synagogi. Był również członkiem Stowarzyszenia Humanitarnego „Montefiore” „B’nei-B’rith” w Łodzi. W wyborach do Rady Miejskiej, przeprowadzonych w styczniu 1917, uzyskał mandat radnego, startując z listy Komitetu Wyborczego Żydów-Polaków.
Został pochowany w grobowcu rodziny Jarocińskich na nowym cmentarzu żydowskim w Łodzi.

### Życie prywatne
Jarociński był synem łódzkiego fabrykanta – Zygmunta Jarocińskego. Żona Stanisława – Regina – była siostrą przedsiębiorcy Maksymiliana Goldfedera, który ożenił się z siostrą Stanisława – Fanny.
Jarocińscy mieli jednego syna – Jerzego Waldemara Jarocińskiego.
Rodzina Jarocińskich mieszkała przy pasażu Meyera 6 (ob. ul. Stanisława Moniuszki)..